# High Octane Cult
High Octane Cult es un álbum de grandes éxitos de la banda inglesa The Cult. El disco contiene éxitos de sus álbumes anteriores, además de dos canciones inéditas: "Beauty's On The Street" y "In the Clouds". Fue lanzado por la compañía discográfica Beggars Banquet Records sin el consentimiento de los miembros de la banda. El cantante Ian Astbury y el guitarrista Billy Duffy han mencionado públicamente el descontento por la publicación de este compilado.

## Lista de canciones
Todas las canciones fueron escritas por Ian Astbury y Billy Duffy excepto "In the Clouds", escrita por Ian Astbury, Billy Duffy y Craig Adams.
1. In The Clouds (inédita) - 4:00
2. She Sells Sanctuary - 4:13
3. Fire Woman - 5:12
4. Lil' Devil - 2:46
5. Spiritwalker - 3:50
6. The Witch - 4:19
7. Revolution - 4:16
8. Coming Down - 4:01
9. Love Removal Machine - 4:18
10. Rain - 3:56
11. Edie (Ciao Baby) - 4:02
12. Heart Of Soul - 4:31
13. Star - 4:00
14. Wild Flower - 3:36
15. Resurrection Joe - 4:16
16. Wild Hearted Son - 4:25
17. Sweet Soul Sister - 3:29
18. Beauty's On The Street (inédita) - 4:42